# سمره
سِمِره (به مجاری: Szemere) روستاییست در شهرستان بورشود-آبااوی-زمپلن در کشور مجارستان. جمعیت این روستا در ۲۰۰۹، ۳۸۶ نفر بوده‌است.